# Larga Marcha (familia de cohetes)
Larga Marcha (chino simplificado: 长征系列运载火箭; chino tradicional: 長征系列運載火箭; pinyin: Chángzhēng xìliè yùnzài huǒjiàn) es una familia de cohetes chinos, que empezaron a ser construidos en 1965. Gracias a la participación de Tsien Hsue-Shen, discípulo de Theodor von Karman, que regresó a China desde Estados Unidos en 1955, se pudo iniciar el programa de cohetes chino. Inicialmente el proyecto contaba con la colaboración de la Unión Soviética, apoyo que fue retirado en 1960, iniciándose el desarrollo de una tecnología propia. El nombre hace referencia a la Larga Marcha que el Ejército Popular Chino llevó a cabo entre 1934 y 1935.
Los diferentes problemas políticos chinos retrasaron el progreso en el programa de cohetes, pero en 1971 China ya disponía de un misil balístico de alcance medio propio, el DF-2, y estaba probando un misil balístico intercontinental, el DF-5. Un desarrollo posterior del DF-2, el DF-3, sirvió como base para el Larga Marcha 1 o CZ-1, y el DF-5 sirvió como base para los Larga Marcha 2, 3 y 4. Con el Larga Marcha 1 los chinos pusieron en órbita su primer satélite, el DFH-1, haciendo de China el quinto país en enviar un satélite al espacio. En 1985 comenzaron a ofrecerse servicios comerciales sobre la base de los Larga Marcha, con capacidad para enviar cargas de hasta 9.200 kg a órbita.
Los Larga Marcha pueden lanzarse desde cuatro bases:
- Jiuquan, para lanzamientos a órbitas de inclinación media.
- Xichang, para lanzamientos a órbitas geoestacionarias
- Taiyuan, para órbitas polares.
- Wenchang

En 2003 un cohete Larga Marcha 2F envió la primera nave china tripulada al espacio.

## Variantes

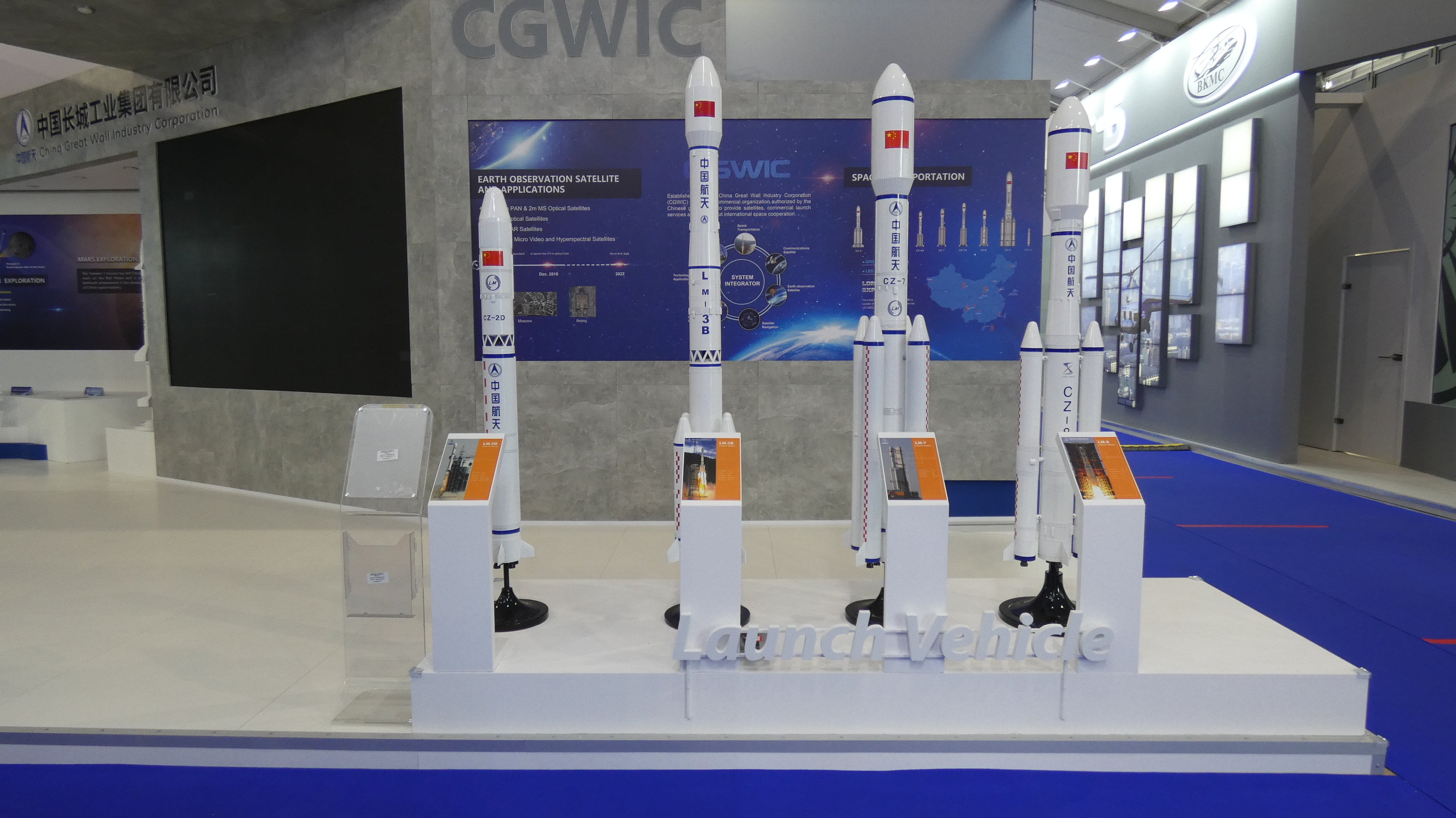
Familia de vehículos de lanzamiento en el stand de Airshow MAKS-2021

| Modelo             | Estado        | Etapas                 | Longitud (m)        | Diámetro máx. (m) | Masa al despegue (t) | Empuje al despegue (kN) | Carga (OTB, kg) | Carga (OTG, kg) |
| ------------------ | ------------- | ---------------------- | ------------------- | ----------------- | -------------------- | ----------------------- | --------------- | --------------- |
| Larga Marcha 1     | Retirado      | 3                      | 29,86               | 2,25              | 081,6                | 1.020                   | 300             |                 |
| Larga Marcha 1D    | Retirado      | 3                      | 28,22               | 2,25              | 081,1                | 1.101                   | 930             |                 |
| Larga Marcha 2A    | Retirado      | 2                      | 31,17               | 3,35              | 190                  | 2.786                   | 1.800           |                 |
| Larga Marcha 2C    | Activo        | 2                      | 35,15               | 3,35              | 192                  | 2.786                   | 2.400           |                 |
| Larga Marcha 2D    | Activo        | 2                      | 33,667 (sin escudo) | 3,35              | 232                  | 2.962                   | 3.100           |                 |
| Larga Marcha 2E    | Retirado      | 2 (más 4 aceleradores) | 49,686              | 7,85              | 462                  | 5.923                   | 9.500           | 3.500           |
| Larga Marcha 2E(A) | En desarrollo | 2 (más 4 aceleradores) | 53,60               | N/A               | 695                  | 8.910                   | 14.100          |                 |
| Larga Marcha 2F    | Activo        | 2 (más 4 aceleradores) | 58,34               | 7,85              | 480                  | 5.923                   | 8.400           | 3.370           |
| Larga Marcha 2F/G  | Activo        | 2 (más 4 aceleradores) | N/A                 | 7,85              | N/A                  | N/A                     | 11.200          | N/A             |
| Larga Marcha 3     | Retirado      | 3                      | 43,8                | 3,35              | 202                  | 2.962                   | 5.000           | 1.500           |
| Larga Marcha 3A    | Activo        | 3                      | 52,52               | 3,35              | 241                  | 2.962                   | 8.500           | 2.600           |
| Larga Marcha 3B    | Retirado?     | 3 (más 4 aceleradores) | 54,838              | 7,85              | 426                  | 5.924                   | 12.000          | 5.100           |
| Larga Marcha 3B/E  | Activo        | 3 (más 4 aceleradores) | 56,326              | 7,85              | 458,97               | ?                       | ?               | 5.500           |
| Larga Marcha 3B(A) | En desarrollo | 3 (más 4 aceleradores) | 62,00               | 7,85              | 580                  | 8.910                   | 13.000          | 6.000           |
| Larga Marcha 3C    | Activo        | 3 (más 2 aceleradores) | 55,638              | 7,85              | 345                  | 4.443                   | ?               | 3.800           |
| Larga Marcha 4A    | Retirado      | 3                      | 41,9                | 3,35              | 249                  | 2.962                   | 4.000           | (OHS) 1.500     |
| Larga Marcha 4B    | Activo        | 3                      | 44,1                | 3,35              | 254                  | 2.971                   | 4.200           | (OHS) 2.200     |
| Larga Marcha 4C    | Activo        | 3                      |                     | 3,35              |                      | 2.971?                  | 4.200           | (OHS) 2.800     |
| Larga Marcha 5     | Activo        | 3                      | N/A                 | N/A               | N/A                  | N/A                     | 25.000          | 14.000          |
| Larga Marcha 6     | En desarrollo | 3                      |                     |                   |                      |                         |                 | (OHS) 500       |
| Larga Marcha 7     | Activo        | 2                      | 57                  | 3,35              |                      | 1.200                   |                 |                 |
| Larga Marcha 9     | En estudio    |                        |                     |                   |                      |                         | 130.000         |                 |
| Larga Marcha 11    | En desarrollo | 3 sólidas?             |                     | ~2?               |                      |                         |                 |                 |

| 2A | 2C | 2D | 2E | 2F | 3 | 3A | 3B | 3C | 4A | 4B | 4C |
| -- | -- | -- | -- | -- | - | -- | -- | -- | -- | -- | -- |
|    |    |    |    |    |   |    |    |    |    |    |    |